# سبيكة صوديوم-بوتاسيوم
سبيكة صوديوم-بوتاسيوم هي سبيكة من فلزي الصوديوم والبوتاسيوم يرمز لها NaK، وتوجد عادة على الشكل السائل عند درجة حرارة الغرفة، ويتوفر منها عدة أنواع تجارية.

## الخواص
تتسم سبيكة NaK بأنها عالية التفاعلية والنشاط الكيميائي، حيث أنها تلقائية الاشتعال عند التعرض للهواء الرطب، ويتشكل فوق أكسيد البوتاسيوم الأصفر القابل للاشتعال، بسبب هذه الخاصة تحفظ تحت الهكسان أو الهيدروكربونات الأخرى، أو تحت غاز خامل مثل النتروجين أو الآرغون.
تحوي السبيكة عادة على نسبة من البوتاسيوم تتراوح بين 40% إلى 90% وزناً؛ ويتألف المزيج الأصهري من 77% بوتاسيوم و 23% صوديوم؛ وهو مزيج سائل من −12.6 °س إلى 785 °س، وله كثافة مقدارها 866 كغ/م3 عند 21 °س و 855 كغ/م3 عند 100 °س؛ وهو بذلك أقل كثافة من الماء، ولكنها أعلى بالقدر الكافي لأن تنغمر في الزيت المعدني. ولكن من غير الآمن تخزين السبيكة في الزيت المعدني عند تشكل طبقة فوق الأكسيد؛ فقد وقع انفجار كبير في وحدة مجمع الأمن الوطني Y-12 بالقرب من مختبر أوك ردج الوطني في الثامن من كانون الأول/ديسمبر سنة 1999 عندما محاولة حك عينة من NaK بأداة معدنية، وذلك بعد انسكابها مصادفة ومعالجتها بشكل خاطئ بزيت معدني. كما تستطيع السبيكة أيضاً مهاجمة متعدد رباعي فلورو الإيثيلين (PTFE، التيفلون).
لسبيكة صوديوم-بوتاسيوم NaK توتر سطحي مرتفع جداً، بالتالي يتجمع على شكل يشبه المعجنات الصغيرة؛ في حين أن قيمة السعة الحرارية النوعية له تبلغ حوالي 982 جول/كغ.كلفن، والتي هي حوالي ربع قيمتها بالنسبة للماء؛ إلا أن القدرة على نقل الحرارة تكون مرتفعة على تدرج كبير من درجات الحرارة بسبب ارتفاع الناقلية (الموصلية) الحرارية.

مخطط أطوار سبيكة صوديوم-بوتاسيوم[4]
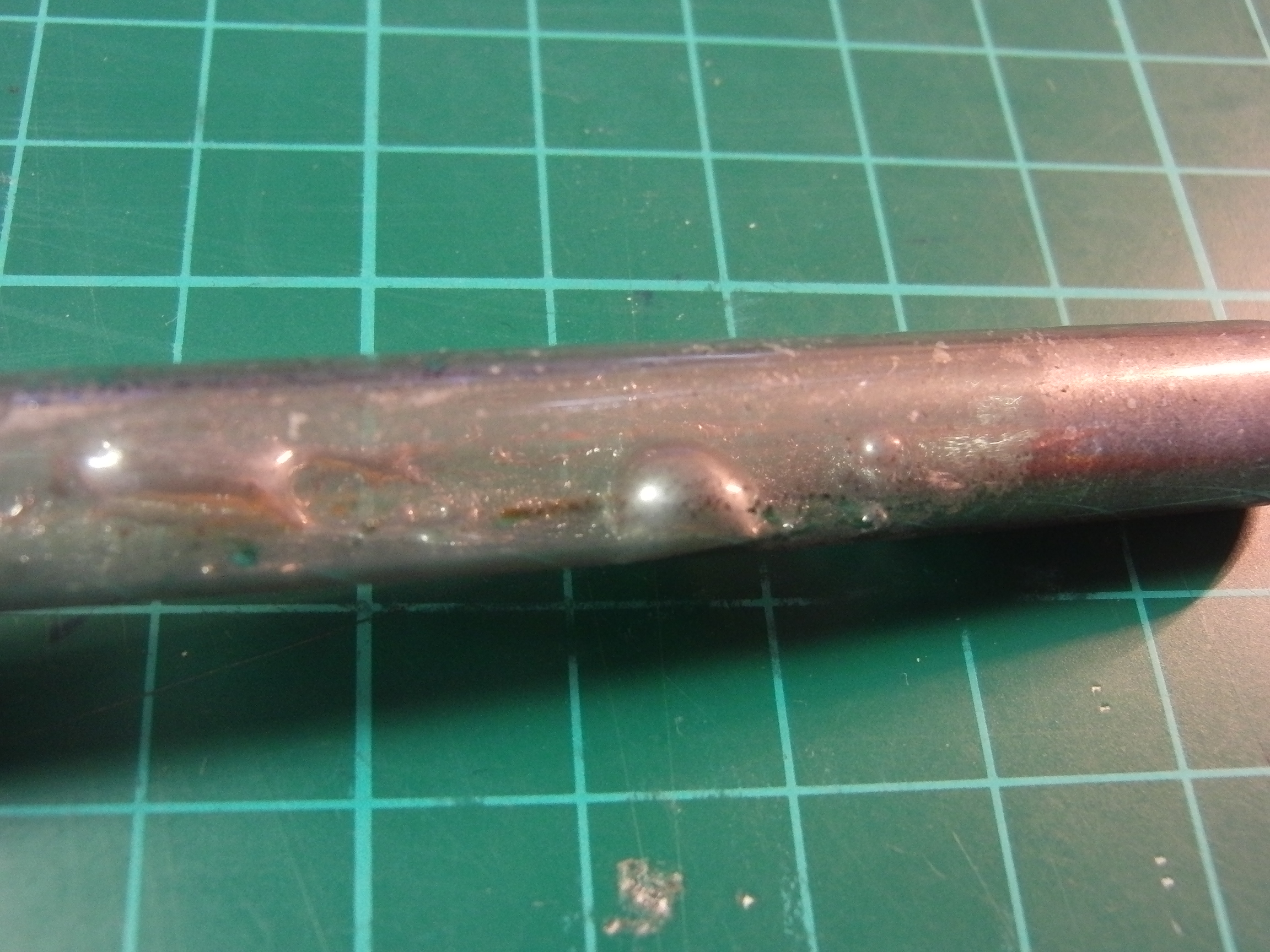
سبيكة NaK عند درجة حرارة الغرفة.

## التحضير
تحضر سبيكة صوديوم-بوتاسيوم بعملية التقطير التفاعلي؛ حيث يزوّد عمود التقطير بمركب كلوريد البوتاسيوم والصوديوم، واللذان يتفاعلان مع بعضهما في منطقة التفاعل في العمود ليعطيا كلوريد الصوديوم والبوتاسيوم. يخصّب البوتاسيوم المغلي والأخف وزناً في مناطق التجزئة العليا ويسحب إلى أعلى العمود، في حين أن مصهور كلوريد الصوديوم يسحب من أسفله.

## الاستخدامات
يستخدم NaK كمبرّد في مفاعلات النيوترون السريع التجريبية، والتي هي على العكس من المنشآت التجارية يتم إيقافها وإعادة تشغيلها بشكل متكرر، بالإضافة إلى تغيير الوقود فيها. إن استخدام الرصاص أو الصوديوم الفلزي أو المواد الأخرى المستخدمة في التبريد سيتطلب إجراء عملية تسخين مستمر للحفاظ على المبرد في حالته السائلة. يمكن تجاوز هذه المشكلة باستخدام سبيكة NaK لهذا الغرض.
كانت الأقمار الصناعية السوفيتية RORSAT تستخدم لتشغيلها مفاعلات مبرّدة بواسطة NaK.